# Aubrey de Vere, XX conte di Oxford
Aubrey de Vere, XX conte di Oxford (Cambridge, 28 febbraio 1627 – Londra, 12 marzo 1703), è stato un nobile e militare inglese.
Figlio di Lord Robert de Vere, XIX conte di Oxford, e Beatrix, figlia di Sieck van Hemmema, un aristocratico fiammingo durante la Guerra civile inglese appoggiò Carlo I d'Inghilterra, e per questo fu richiuso nella Torre di Londra fino al 1660. Con la Restaurazione inglese venne riccamente ricompensato da Giacomo II d'Inghilterra.
Durante la Gloriosa rivoluzione fu uno dei comandanti delle truppe di Guglielmo III e sconfisse più volte i Giacobiti.
Nel 1694 venne insignito dell'Ordine della Giarrettiera e partecipò a numerose battaglie della Guerra della Grande Alleanza.
Egli fu inoltre il nonno di Charles Beauclerck de Vere, I duca di St-Alban, essendo padre di Lady Diana de Vere, amante di Carlo II.
Il 12 aprile 1647 sposà Anne Bayning, figlia di Paul Bayning, II visconte Bayning. Anne morì nel 1659 ed il conte si risposò con Diana Kirke, da cui ebbe cinque figli:
- Carlo, morto giovane
- Carlotta, morta giovane
- Lady Diana de Vere, che sposò il figlio illegittimo di Carlo II Charles Beauclerk, I duca di St Albans.
- Maria
- Enrichetta

Privo di figli maschi, fu quindi l'ultimo de Vere conte di Oxford, uno dei titoli nobiliari più longevi nell'aristocrazia britannica, essendo stato creato dall'imperatrice Matilde nel 1142.